# Bernd Fischer (Mathematiker)

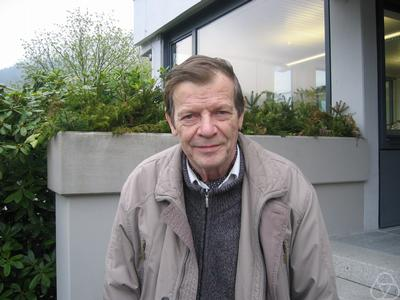
Bernd Fischer am MFO, 2008

Bernd Fischer (* 18. Dezember 1936 in Endbach; † 13. August 2020 in Werther (Westf.)) war ein deutscher Mathematiker, der sich mit der Theorie endlicher Gruppen beschäftigte und Entdecker einiger der sporadischen Gruppen ist.

## Leben und Werk
Fischer wurde 1963 an der Johann Wolfgang Goethe-Universität Frankfurt am Main bei Reinhold Baer promoviert (Distributive Quasigruppen endlicher Ordnung). Er war danach Professor in Frankfurt und seit 1970, seit deren Gründung, Professor an der Universität Bielefeld, wo er mehrfach Dekan der mathematischen Fakultät war. 1978/1979 war er am Institute for Advanced Study. Er war 1991 bis 1993 Leiter des Sonderforschungsbereichs Diskrete Strukturen in der Mathematik.
Fischer forschte über endliche einfache Gruppen und ihre Klassifikation. Er entdeckte drei sporadische Gruppen, die nach ihm benannt sind, die Fischer-Gruppen F22, F23 und F24. Außerdem entdeckte er die zweitgrößte sporadische Gruppe, die sogenannte Baby-Monstergruppe F2. Mit Hilfe der Baby-Monstergruppe entdeckten Fischer und Robert Griess 1973 unabhängig voneinander die Monstergruppe F1 als größte aller sporadischen Gruppen. Den Nachweis der Existenz der Monstergruppe führte allerdings erst Griess durch explizite Konstruktion der Gruppe.
2002 erhielt Fischer die Ehrendoktorwürde der Justus-Liebig-Universität Gießen. 1978 war er Invited Speaker auf dem Internationalen Mathematikerkongress in Helsinki (Sporadische endliche einfache Gruppen).
Zu seinen Doktoranden zählen Bernd Stellmacher und Franz Georg Timmesfeld.